# Абдулла, Ахмед Сулейман
Ахмед Сулейман Абдулла (англ.  Ahmed Suleiman Abdallah, род. 1939 год, Сомали) — сомалийский политический и военный деятель. Бригадный генерал, член Политбюро Сомалийской революционной социалистической партии, министр национальной безопасности (1980 — 1981 год), министр внутренних дел (1984 — 1988 годы и 1989 — 1990 годы) Сомалийской Демократической Республики

## Биография
Ахмед Сулейман Абдулла родился в 1939 году. Принадлежал к клану долбаханте. Получил военное образование в Королевской военной академии в Сандхёрсте (Великобритания).

### Карьера после переворота 1969 года
После получения Сомали независимости в 1960 году Ахмед Сулейман Абдулла служил в Сомалийской национальной армии. В 1969 году в звании майора участвовал в военном перевороте, привёдшем к власти генерала Мухаммеда Сиада Барре, стал членом Верховного революционного совета Сомали, получил звание подполковника. В 1971 году, когда Сиад Барре устранил группу генерал-майора Салаада Гавейре Кедие и вице-президента ВРС генерала Мухаммеда Айнанше и начал выдвигать в руководство страной верных себе людей, Абдулла получил звание полковника и вскоре возглавил спецслужбы Сомали.

### Во главе МВД и спецслужб
С 1972 года полковник Ахмед Сулейман Абдулла был председателем Комитета национальной безопасности Сомалийской Демократической Республики, в 1974 году также был членом Комитета по вопросам безопасности. Он стал одной из ключевых фигур режима Сиада Барре.
С июля 1976 года (со дня основания партии) Абдулла стал членом Центрального комитета и членом Политбюро Сомалийской революционной социалистической партии и в том же году получил звание бригадного генерала.
С 21 октября 1980 года — вице-председатель Комитета обороны и безопасности, после введения чрезвычайного положения в Сомали — член восстановленного Верховного революционного совета, а также в 1980 — 1981 годах — министр национальной безопасности и председатель Комитета национальной безопасности. В 1981 — 1982 годах советник президента по национальной безопасности. После событий весны и лета 1982 года, когда были смещены видные деятели режима, Ахмед Сулейман Абдулла был смещён с ключевого поста министра внутренних дел, сохранив пост члена Политбюро ЦК СРСП и в 1982 — 1984 годах был министром планирования.
В 1984 году вновь был возвращён на пост министра внутренних дел. В 1984 году Абдулла посетил Румынию и Италию, пытаясь договориться о поставках оружия. В конце октября он принял министра внутренних дел Италии Оскара Луиджи Скальфаро в Харгейсе, отменив для этого в городе комендантский час и убеждая министра, что ситуация в Сомали улучшается.
После покушения на Сиада Барре 23 мая 1986 года и обострения соперничества в руководстве Сомали был членом т. н. «конституционной фракции» во главе с 1-м вице-президентом Мохаммедом Али Саматаром против фракции президентского клана марехан.
Он враждовал с женой Сиада Барре Хадиджой, которая способствовала отставке Абдуллы с поста министра внутренних дел в 1982 году. Одновременно он сблизился с сыном Сиада Барре Малашем Мохаммедом, чтобы знать, не намечает ли тот действий против правительства.
С 1987 года Абдулла одновременно занял пост заместителя премьер-министра Мухаммеда Али Саматара . С 1988 года Ахмед Сулейман Абдулла был вторым заместителем премьер-министра, ответственным за социальные вопросы и безопасность. С апреля 1989 года — вновь министр внутренних дел Сомали.

### Конец карьеры
В феврале 1990 года Ахмед Сулейман Абдулла был назначен помощником генерального секретаря ЦК СРСП с оставлением государственного поста министра внутренних дел. В январе 1991 года Сомалийская демократическая республика и Сомалийская революционная социалистическая партия перестали существовать.

## Частная жизнь
Ахмед Сулейман Абдулла женился на дочери президента Сиада Барре и стал его зятем, обеспечив президенту поддержку своего клана.